# Juan Pando Barrero
Pour les articles homonymes, voir Pando et Barrero.
Juan Miguel Pando Barrero, né le 13 avril 1915 et mort le 10 août 1992, est un photographe espagnol.

## Biographie
L'œuvre de Barrero, associée à celle de son fils Juan Pando représente le principal fonds des Archives Pando à l'Institut du patrimoine historique espagnol.
Ses photographies sont le témoin graphique le plus volumineux de l'Espagne, entre 1936 et 1993. Pando Barrero a photographié l'Espagne en reconstruction, saisissant des clichés industriels, d'architecture, des photographies publicitaires.
Son œuvre constitue un travail ethnologique.
Au-delà de l'Espagne, il a intensément photographié le nord du Maroc, en particulier la région du Rif.

## Collections
- Musée du Prado
- Musée archéologique national d'Espagne

## Galerie

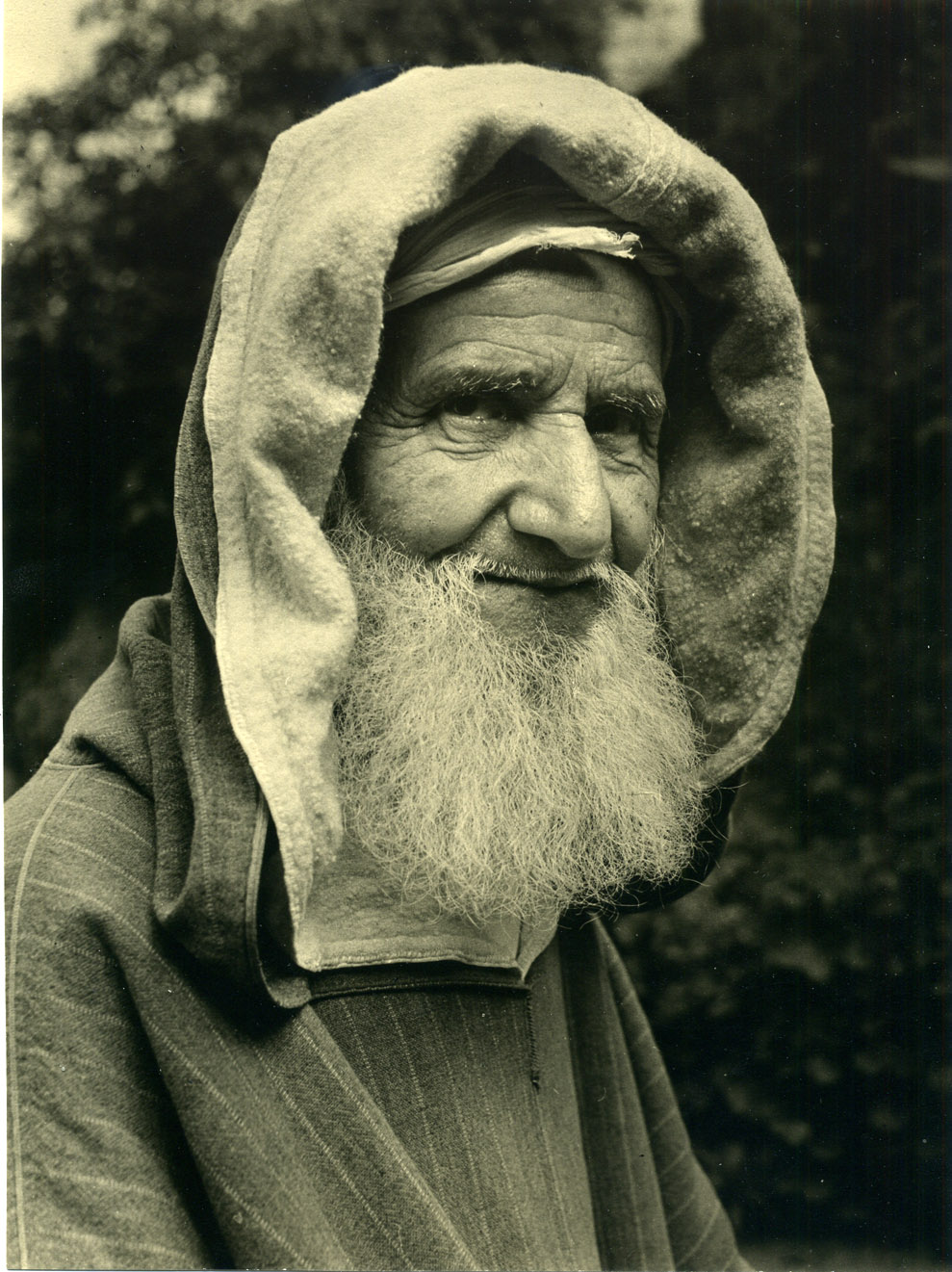
Notable de Beni Arós (Yebala), Chefchaouen 1949
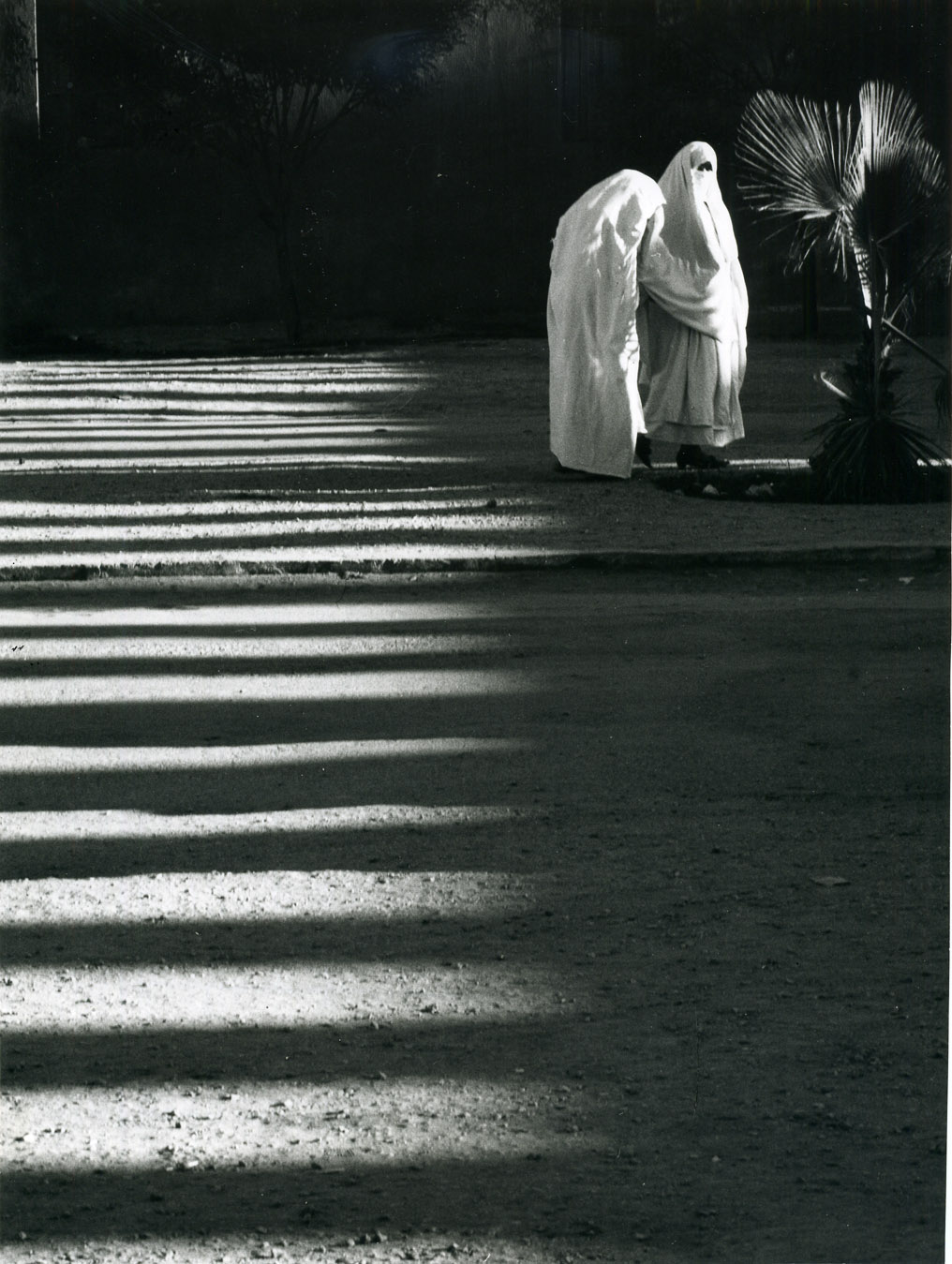
Scène à Taroudant, Anti-Atlas. Janvier 1967, Instituto del Patrimonio Histórico Español.

### Sources
- (es) Cet article est partiellement ou en totalité issu de l’article de Wikipédia en espagnol intitulé « Juan Pando Barrero » (voir la liste des auteurs).